# Tom McGowan
Pour les articles homonymes, voir McGowan.
Tom McGowan est un acteur américain né le 26 juillet 1959 à Belmar, New Jersey (États-Unis).

## Filmographie

### Cinéma
- 1981 : Violet (court métrage)
- 1992 : Captain Ron de Thom Eberhardt : Bill
- 1993 : Nuits blanches à Seattle (Sleepless in Seattle) : Keith
- 1993 : À la recherche de Bobby Fischer (Searching for Bobby Fischer) : Reporter
- 1994 : Mrs Parker et le Cercle vicieux (Mrs. Parker and the Vicious Circle) : Alexander Woollcott
- 1995 : La Colo des gourmands (Heavy Weights) : Pat Finley
- 1996 : Birdcage (The Birdcage) : Harry Radman
- 1997 : Bean, le film le plus catastrophe (Bean) : Walter Merchandise
- 1997 : Cold Around the Heart : Gun Store Man
- 1997 : Pour le pire et pour le meilleur (As Good as It Gets) : Maitre D'
- 1999 : Jugé coupable (True Crime) de Clint Eastwood : Tom Donaldson
- 2000 : Family Man (The Family Man) : Bill
- 2001 : Ghost World : Joe
- 2003 : Bad Santa : Harrison
- 2004 : Dog Gone Love : Bill
- 2004 : Coup d'éclat (After the Sunset) : Ed
- 2005 : Twelve and Holding : Patrick Fisher

### Télévision

#### Séries télévisées
- 1992 : Down the Shore : Eddie Cheever (unknown épisodes)
- 1994 : Monty (en) : Clifford Walker (unknown épisodes, 1994)
- 1996 : The Show : George Hart (unknown épisodes)

#### Téléfilms
- 2020 : Escapade royale à Noël (One Royal Holiday) de Dustin Rikert : Ed Jordan